# بقويقة سلطانية مخططة الذيل

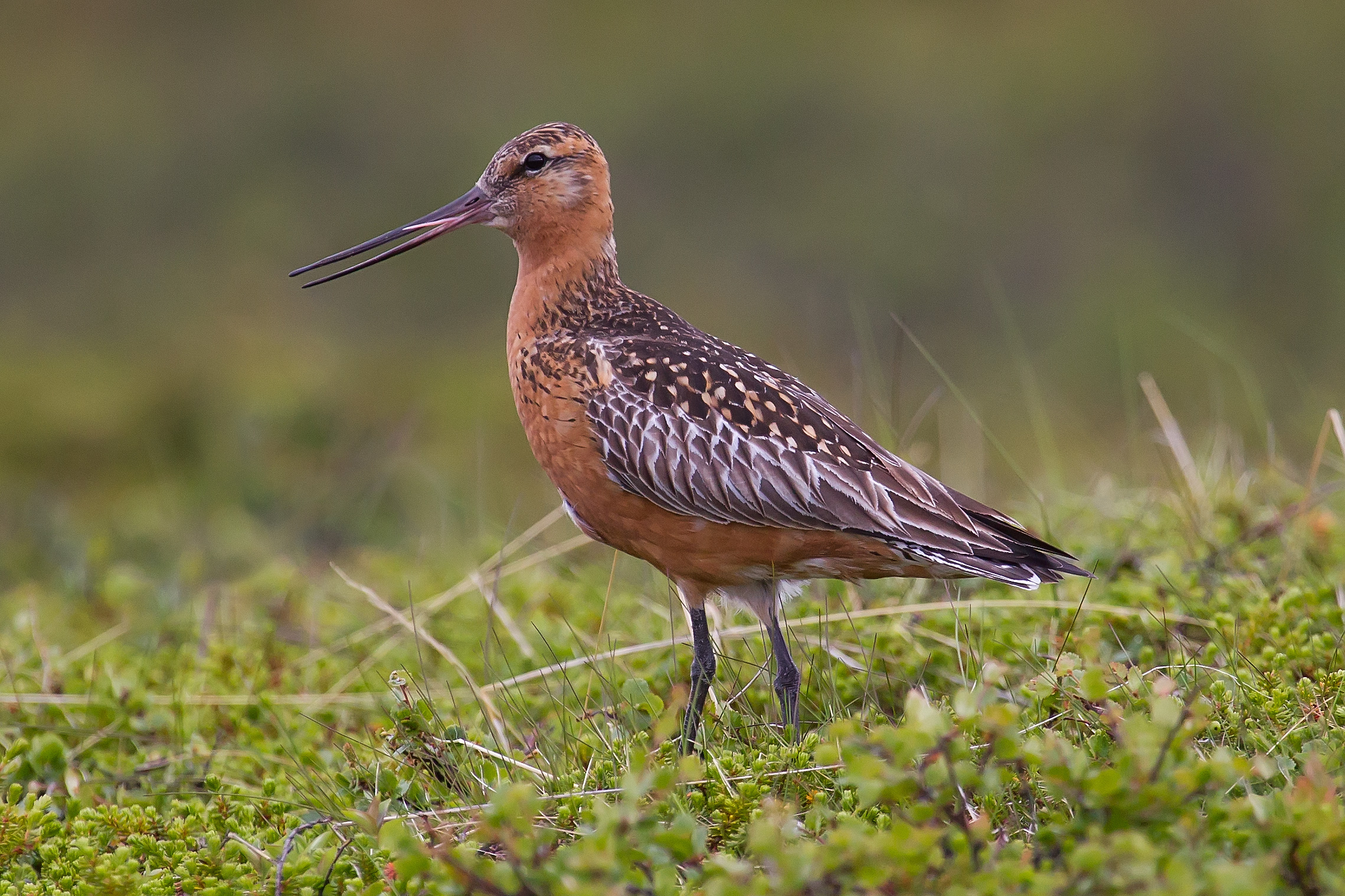
بقويقة سلطانية مخططة الذيل

البقويقة السلطانية المخططة الذيل (بالإنجليزية: Bar-tailed Godwit)‏(الاسم العلمي: Limosa Lapponica)، طائر خواض كبير الحجم له منقار طويل لونه وردي في بدايته وهو مقوس إلى أعلى بدرجة خفيفة، له رجلين طويلتين لونهما رمادي داكن، في فترة التزاوج مع بداية الصيف يكون لون رأسه وأسفل جسمه بني محمر أما في الشتاء وكما هو واضح، فيميل لونه للبني الفاتح المخطط وأسفله فاتح، يفضل الشواطئ والمسطحات الطينية وهو طائر مهاجر شائع، ولديه القدرة على الطيران من دون توقف لمسافة 10000 كيلومتر تقريباً.

## معرض صور

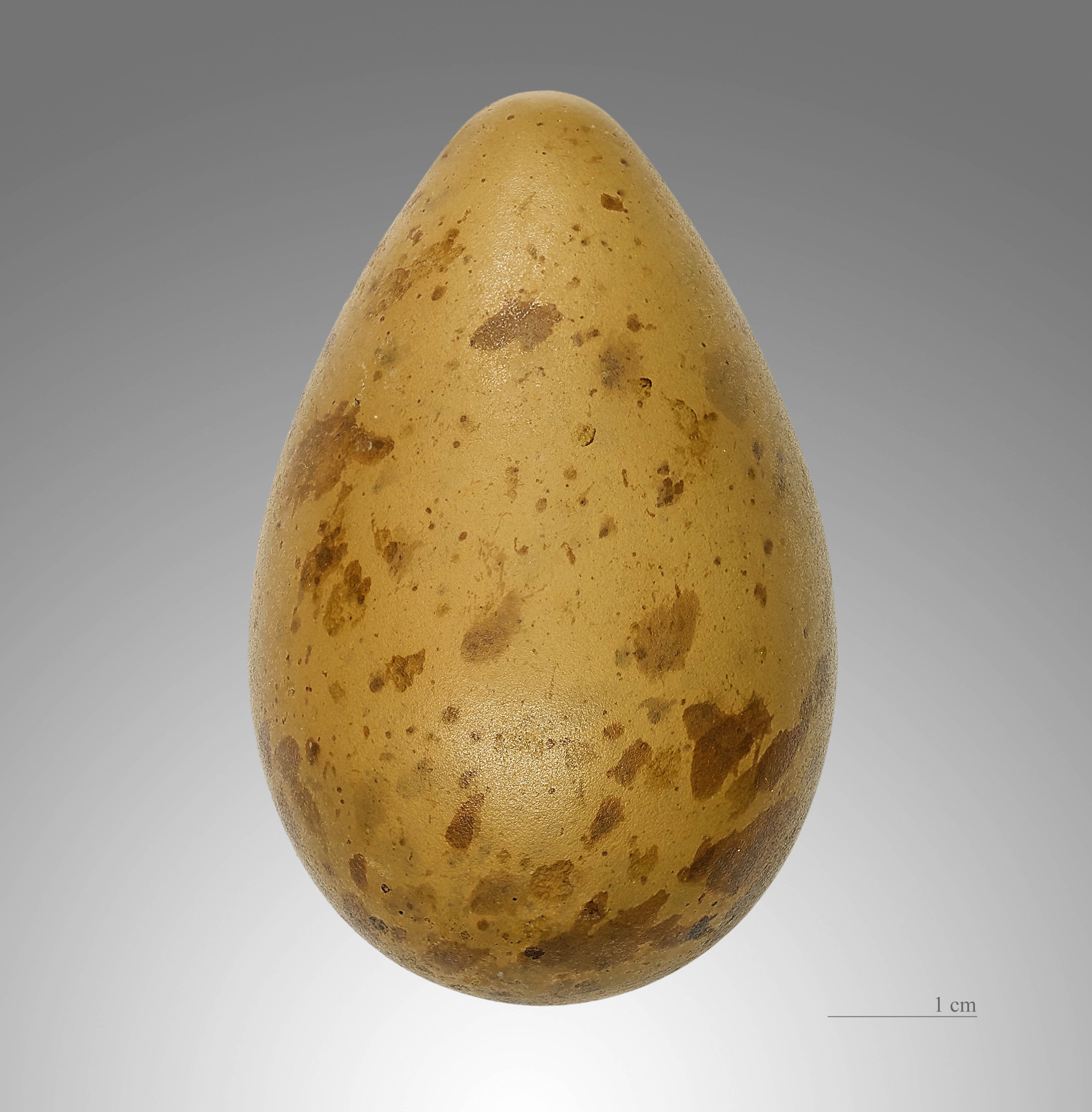
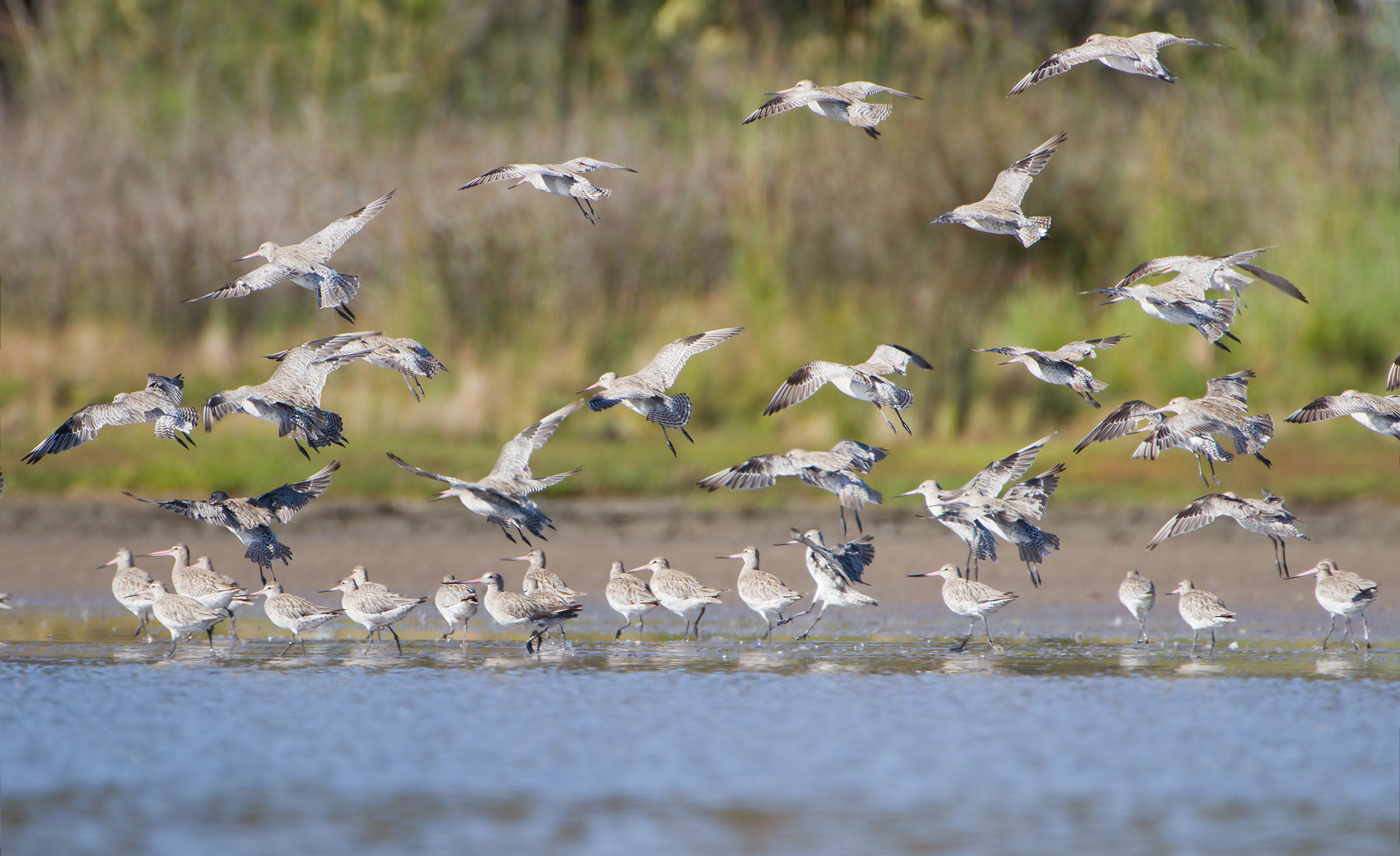
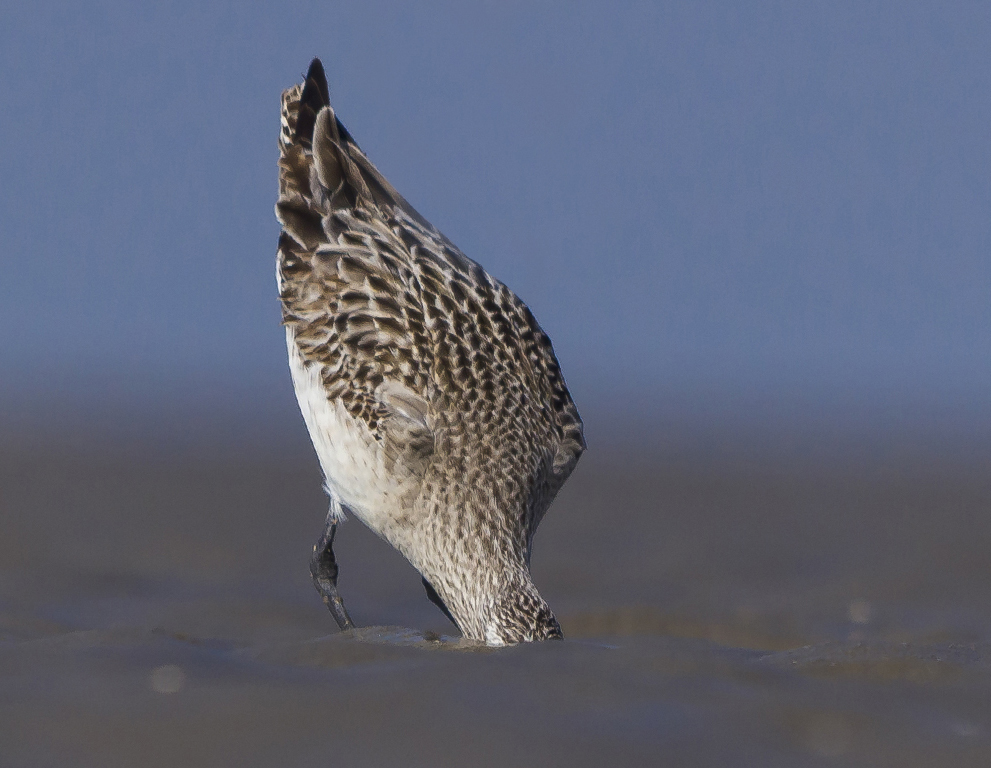

## اقرأ أيضا
- تطور الطيور
- النحام الكبير فنتير
- البلشون الرمادي
- أبو قردان (بلشون البقر)
- بلشون الصخر
- أبوملعقة
- الحذف الشتوي (بطة)